# الراقي الأزرق
الراقي الأزرق (باليابانية: 青の祓魔師) هي مانغا يابانية من كتابة ورسم كازوي كاتو. تنشر في مجلة جمب سكوير منذ أبريل من العام 2009. حولت المانغا إلى أنمي تلفزيوني من قِبل استوديو أيه-1 بكتشرز في عام 2011 وفي ديسمبر 2012 صدر للعمل فلم أنمي.

## القصة
تدور أحداث السلسلة حول رين أوكومورا الذي يكتشف أنه وشقيقه التوأم يوكيو هم أبناء الشيطان وامرأة بشرية، على الرغم من أن رين هو الوحيد الذي ورث قوى الشيطان. عندما يقتل الشيطان مربيه يقرر رين أن يصبح معوذًا حتى يصبح اقوى ويقتل والده ساتان ولكن ستحدث مفاجأة عندما يدخل مدرسة المعوذين يكتشف ان اخاه يوكيو هو معلمه في الاكادمية وهو طارد أرواح شريرة حاصل على وسام الصليب الحقيقي. مكلف بمهمة التخلص من الشياطين وتقييد تأثيرها في الأرض، وذلك بأمر من الفاتيكان.

## الشخصيات
- رين أوكومورا

أداء صوتي: نوبوهيكو أوكاموتو
- يوكيو أوكومورا

أداء صوتي: جون فوكوياما
- شورا كيريغاكوري

أداء صوتي: رينا ساتو
- ميفيستو فيليس

أداء صوتي: هيروشي كاميا

## الأنمي
اقتبست المانغا إلى مسلسل أنمي تلفزيوني من انتاج ستوديو أيه-1 بكتشرز وإخراج تينساي أوكامورا، وسيناريو ريوتا ياماغوتشي. على مدار 25 حلقة وحلقة أوفا في عام 2011، بالإضافة إلى تتمة على هيئة فيلم في العام التالي. اخر تسع حلقات من الموسم الأول كانت آرك أصلي ومختلف على المانغا.
بعد ست سنوات، أصدرت أيه-1 بكتشرز مع عودة الممثلين الأصليين وفريق عمل جديد بما في ذلك كويتشي هاتسومي وسيكو تاكاغي ويوسوكي واتانابي، الموسم الثاني للأنمي بعنوان الراقي الأزرق: آرك كيوتو. على مدار 12 حلقة، يعيد الأنمي الجديد صياغة القصة لتتبع المانغا، متجاهلة النهاية الأصلية للموسم الأول. اقتبس الموسم الثاني المجلدات الخامس إلى التاسع من المانغا.

## وصلات خارجية
الراقي الأزرق على موقع ANN manga (الإنجليزية)

لم يتم العثور على روابط لمواقع التواصل الاجتماعي.